# Nyrki Tapiovaara
Veikko Nyyrikki (Nyrki) Tapiovaara (10. září 1911 Pitäjänmäki - 29. února 1940 Tohmajärvi) byl nadějný finský režisér, autor několika úspěšných filmů. Za zimní války bojoval u Kollaa. Padl 29. února 1940 jako velitel patroly, která prozkoumávala oblast Tohmajärvi.

## Dílo
- 1937 - Juha
- 1938 - Varastettu kuolema
- 1939 - Kaksi Vihtoria
- 1939 - Herra Lahtinen lähtee lipettiin
- 1940 - Miehen tie (film dokončili Erik Blomberg a Hugo Hytönen)